# Авраам Гершко
Авраам Гершко (івр. אברהם הרשקו; нар. 31 грудня 1937, Карцаг, Угорське королівство) — ізраїльський біохімік, найбільш відомий за відкриття, разом з Аароном Чехановером та Ірвіном Роузом, убіквітин-залежного протеолізу, за що ці вчені отримали Нобелівську премію з хімії 2004 року.

## Біографія і наукова робота
Авраам Гершко народився 31 грудня 1937 роки у місті Карцаг, в центральній Угорщині. Ступінь магістра наук отримав в 1965, доктора філософії в 1969 році на медичному факультеті Хадаса Єрусалимського єврейського університету. В наш час[коли?] він ведучий професор Рапапортівського Інституту сімейних досліджень медичних наук при інституті Техніон в Хайфі.
У 2000 році він отримав Премію Альберта Ласкера, а в 2004 році, разом з Аароном Чехановером і Ірвіном Роузом, був нагороджений Нобелівською премією з хімії.

## Основні публікації
- Hershko, A., Ciechanover, A., and Rose, I.A. (1979) «Resolution of the ATP-dependent proteolytic system from reticulocytes: A component that interacts with ATP». Proc. Natl. Acad. Sci. USA 76, pp. 3107–3110.
- Hershko, A., Ciechanover, A., Heller, H., Haas, A.L., and Rose I.A. (1980) «Proposed role of ATP in protein breakdown: Conjugation of proteins with multiple chains of the polypeptide of ATP-dependent proteolysis». Proc. Natl. Acad. Sci. USA 77, pp. 1783–1786.
- Ciechanover, A., Elias, S., Heller, H. and Hershko, A. (1982) Covalent affinity purification of ubiquitin-activating enzyme. J. Biol. Chem. 257, 2537—2542.
- Hershko, A., Heller, H., Elias, S. and Ciechanover, A. (1983) Components of ubiquitin-protein ligase system: resolution, affinity purification and role in protein breakdown. J. Biol. Chem. 258, 8206-8214.
- Hershko, A., Leshinsky, E., Ganoth, D. and Heller, H. (1984) ATP-dependent degradation of ubiquitin-protein conjugates. Proc. Natl. Acad. Sci. USA 81, 1619—1623.
- Hershko, A., Heller, H., Eytan, E. and Reiss, Y. (1986) The protein substrate binding site of the ubiquitin-protein ligase system. J. Biol. Chem. 261, 11992-11999.
- Ganoth, D., Leshinsky, E., Eytan, E., and Hershko, A. (1988) A multicomponent system that degrades proteins conjugated to ubiquitin. Resolution of components and evidence for ATP-dependent complex formation. J. Biol. Chem. 263, 12412-1241.